# Léo Lania
Léo Lania (1896 — 1961) foi um jornalista, dramaturgo e roteirista.
Lania nasceu Lazar Herrmann em uma família judia, em Carcóvia. Apesar de ter nascido na Ucrânia, então parte do Império Russo, Lania emigrou para Viena e serviu no exército austro-húngaro durante a Primeira Guerra Mundial. Após a guerra, tornou-se cada vez mais envolvido com a política de extrema-esquerda e teatro político. Na Alemanha, trabalhou para o comunista filiado Mezhrabpomfilm e escreveu Hunger in Waldenburg (1929) para a esquerdista Volksfilmverband. Também produziu o roteiro de Die 3-Groschen-Oper (1931), de Georg Wilhelm Pabst. Durante o final da era Weimar, Lania tem trabalhado com os célebres diretores de teatro Max Reinhardt e Alexis Granowsky.
Lania foi forçado a emigrar da Alemanha após a ocupação nazista em 1933. Ele finalmente se estabeleceu na França. Trabalhou em vários roteiros, incluindo Ultimatum (1938), do emigrante companheiro Robert Wiene. Após a eclosão da Segunda Guerra Mundial, Lania foi internado pelo político Édouard Daladier. Posteriormente, Lania fez seu caminho para os Estados Unidos através da Espanha e Portugal.
Após a entrada dos Estados Unidos na guerra, Lania foi contrado pelo Escritório e Informação de Guerra (United States Office of War Information). Mais tarde, Lania voltou para a Europa e estabeleceu-se em Munique.